# Palec serdeczny

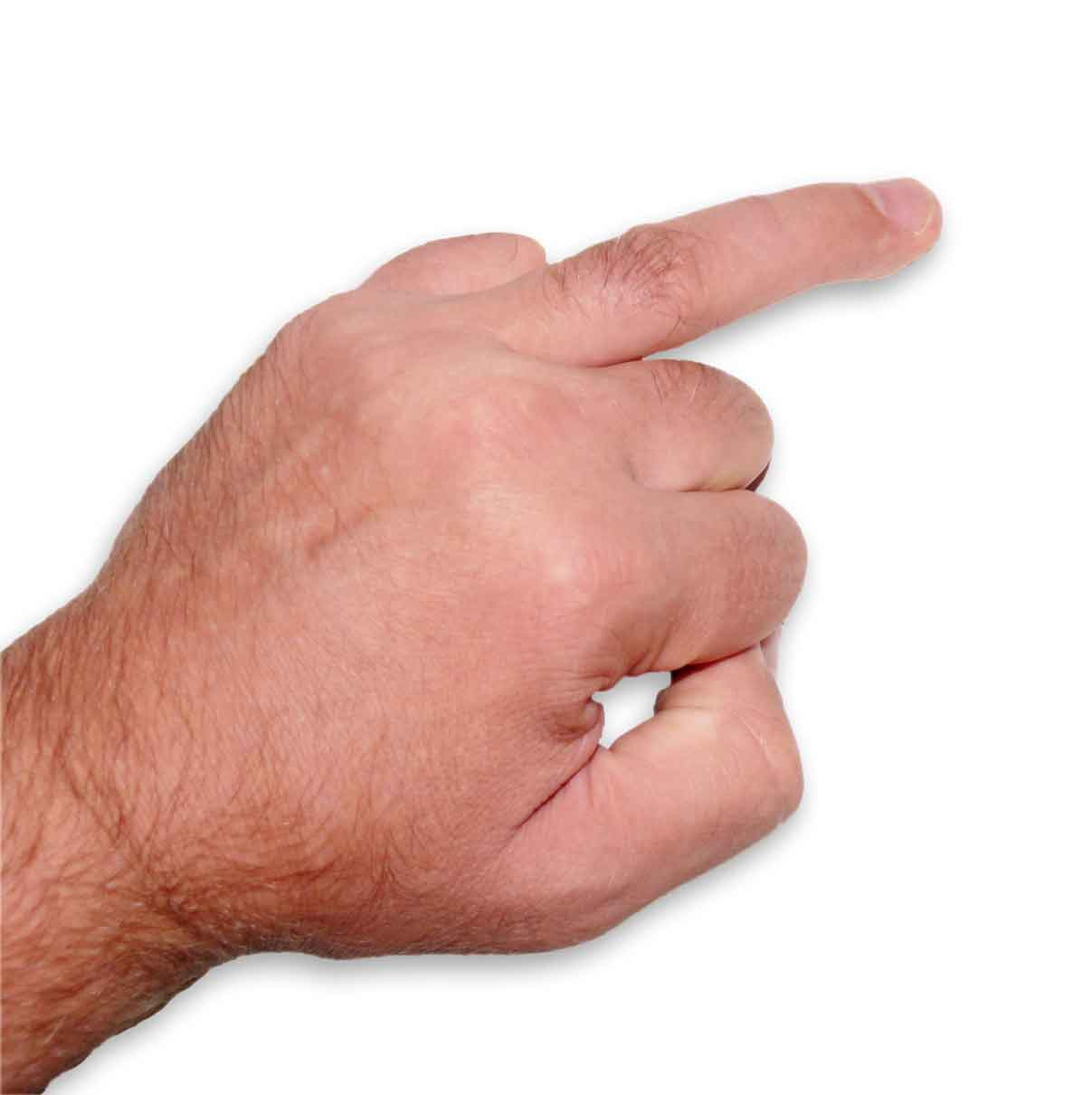
Palec serdeczny lewej ręki

Palec serdeczny in. palec czwarty, palec obrączkowy, palec pierścienny, palec IV (łac.  digitus annularis manus) – w anatomii człowieka czwarty palec ręki umiejscowiony pomiędzy palcem środkowym a palcem małym, po stronie łokciowej dłoni. 

## Układ kostno-stawowy
Palec serdeczny zbudowany jest z trzech paliczków: bliższego, środkowego oraz dalszego, z których bliższy jest najdłuższy, a dalszy najkrótszy. Za pośrednictwem stawu śródręczno-paliczkowego IV łączy się z czwartą kością śródręcza, natomiast pomiędzy sobą paliczki łączą się za pośrednictwem dwóch stawów międzypaliczkowych ręki. W 0,1–2,5% w stawie śródręczno-paliczkowym IV występują trzeszczki.
Stawy palca serdecznego są stawami kulistymi o niepełnej ruchomości, w których możliwe jest jedynie wykonywanie zgięcia i prostowanie w zakresie około 110° oraz przywodzenie i odwodzenie  o największym zakresie przy wyprostowanym palcu, ruch obrotowy jest kombinacją tych czterech ruchów.

## Układ mięśniowy
Palec serdeczny jest kontrolowany przez pięć mięśni:
- grupa przednia mięśni przedramienia[5]
  - mięsień zginacz powierzchowny palców
  - mięsień zginacz głęboki palców
- grupa tylna mięśni przedramienia[6]
  - mięsień prostownik palców
- mięśnie środkowe dłoni[7]
  - III mięsień glistowaty ręki
  - II mięsień międzykostny dłoniowy

## Unaczynienie
Palec serdeczny unaczyniony jest od strony grzbietowej przez dwie tętnice grzbietowe palców, które kończą się na wysokości paliczków bliższych, natomiast od strony dłoniowej przez dwie tętnice dłoniowe właściwe palców unaczyniające również paliczki środkowe i dalsze. Tętnice palców przebiegają po ich powierzchniach bocznych, po dwie po każdej stronie i są połączone licznymi zespoleniami, szczególnie w jego opuszce. 
Od strony dłoniowej palca serdecznego krew jest zbierana przez sieć dłoniową palców, która wytwarza na paliczku bliższym żyłę międzygłowową, natomiast od jego strony grzbietowej przez sieć  grzbietową palców uchodzącą do łuku żylnego grzbietowego palca. 

## Unerwienie
Część przyśrodkowa dłoniowa oraz przyśrodkowa część grzbietowa paliczka dalszego i częściowo środkowego palca czwartego unerwiona jest czuciowo przez nerw dłoniowy właściwy przyśrodkowy palca obrączkowego odchodzący bezpośrednio od gałęzi powierzchownej nerwu łokciowego,  a część dłoniowa od strony bocznej oraz część grzbietowa paliczka dalszego i częściowo środkowego przez nerw dłoniowy właściwy boczny palca IV odchodzący od nerwu pośrodkowego poprzez nerw dłoniowy wspólny palca III. Natomiast część grzbietowa paliczka bliższego i częściowo środkowego unerwiona jest czuciowo od strony przyśrodkowej przez nerw grzbietowy przyśrodkowy palca obrączkowego natomiast od strony bocznej przez  nerw grzbietowy boczny palca obrączkowego odchodzące od gałęzi grzbietowej ręki nerwu łokciowego. 

## Rozwój płodowy
Około 7 tygodnia ciąży na płytce pierwotnej ręki promienie palczaste zaczynają oddzielać zgrubienia – zawiązki palców. Kostnienie paliczków rozpoczyna się w obrębie guzowatości paliczka dalszego już w 7–8 tygodniu, natomiast najpóźniej paliczka środkowego w 11–12 tygodniu. 

## Znaczenie w kulturze
- na palcu serdecznym lewej dłoni mężczyzna nosi sygnet lub pierścień herbowy (w innych krajach oraz kobiety noszą je na palcu małym)[15][16]
- na palcu serdecznym (prawej lub lewej dłoni w zależności od kraju, w Polsce na prawej dłoni) nosi się obrączkę ślubną i pierścionek zaręczynowy[17]